# トマス・コクリン
トマス・コクリン（Thomas Cocklyn、 生没年不明）は、カリブ海およびアフリカで活動していた海賊。主にハウエル・デイヴィスやオリビエ・ルバスールなどとの航海で知られる。

## 経歴
コクリンは恐らくニュープロビデンス島ナッソーの海賊共和国の一員であったと思われる。『海賊史』の著者キャプテン・チャールズ・ジョンソンによれば、コクリンは1718年にバハマ総督のウッズ・ロジャーズに投降した海賊の1人であった。1719年4月、コクリンは海賊ウィリアム・ムーディ船長のライジング・サン号に乗り組んでいたが、反乱を起こして船を乗っ取った。コクリンがムーディに反旗を翻したのはムーディの「紳士然」とした態度が原因だったとされる。
コクリンの一味はシエラレオネでハウエル・デイヴィスとオリビエ・ルバスールの海賊同盟と出会った。コクリンもこれに加わったが、当時一味の捕虜になっていたウィリアム・スネルグレイブはコクリンの部下たちから乱暴を受け、デイヴィスはこの行為を非難していたという。コクリンはスネルグレイブの船を奪い、これをウィンダム・ギャレー(ジェームズ・ステュアートの支持者であるウィンダム男爵にちなんだと思われる)と改名した。海賊たちはシエラレオネの砦を攻撃し、港に寄港してきた船を拿捕するなどして7週間ほど過ごしたが、やがて意見の不一致によって不和が生じてしまった。これを受けてデイヴィスは紳士的に別れようと提案し、一同は解散することになった。
後年、おそらくは1720年頃、コクリンはマダガスカルでジョン・テイラーと活動していた。テイラーは自身の海賊船長であったエドワード・イングランドをモーリシャス島に置き去りにした後、ルバスールとも行動を共にした。チャールズ・ジョンソンはコクリンが絞首刑で死んだと報告している。

## 参考資料
- チャールズ・ジョンソン(著)、朝比奈一郎(訳)、『海賊列伝(上)』2012年2月、中公文庫
- マーカス・レディカー(著)、和田光弘・小島崇・森丈夫・笠井俊和(訳)、『海賊たちの黄金時代:アトランティック・ヒストリーの世界』2014年8月、ミネルヴァ書房